# Râul Pir
Râul Pir este un curs de apă, afluent al râului Ier. 

## Hărți
- Harta județului Satu Mare